# Franco Ferrari (Theologe)
Franco Ferrari  (* um 1635; † 1711 in Mailand) war ein italienischer Zisterzienser, Abt, Theologe, Bibliothekar und Gelehrter.

## Leben und Werk
Ferrari trat in das Zisterzienserkloster Chiaravalle Milanese ein und legte 1652 die Profess ab. Dann studierte er im Kloster Santa Croce in Gerusalemme (Rom) bei Ilarione Rancati, dem er ab 1659 als Sekretär diente. Bei dessen Tod (1663) übernahm er als Bibliothekar die bedeutende Biblioteca Sessoriana. 1671 wurde er von Papst Clemens X. zum Berater der Indexkongregation bestellt. Später war er Abt des Klosters San Giovanni Battista in Caravaggio (Lombardei). Er starb im Kloster Sant’Ambrogio (Mailand). Der von Ferrari angefertigte Katalog seiner Bibliothek wurde 1980 herausgegeben. Seitdem sind weitere Arbeiten zur Sessoriana und zu ihren Begründern erschienen.